# التدخين في أيرلندا
يُحظر التدخين في أيرلندا بشكل كامل في أماكن العمل العامة والأماكن العامة المغلقة والمطاعم والحانات والمرافق التعليمية ومرافق الرعاية الصحية ووسائل النقل العام. ومع ذلك، فهو مسموح به في غرف الفنادق المخصصة ولا يوجد حظر في دور الرعاية السكنية والسجون والمناطق الخارجية.  الرأي العام يؤيد حظر التدخين المفروض في أيرلندا. 

## أنظمة
حاليًا، يحظر القانون الأيرلندي التدخين بشكل كامل في مكان العمل العام ، والأماكن العامة المغلقة، والمطاعم، والحانات، والمرافق التعليمية ، ومرافق الرعاية الصحية ووسائل النقل العام. غرف التدخين مسموح بها في الفنادق. 
اعتبارًا من يوليو 2009، يُحظر الإعلان عن السجائر وبيع 10 علب سجائر في منافذ البيع بالتجزئة. بالإضافة إلى ذلك، اعتبارًا من فبراير 2013، يجب أن يحتوي أي منتج للتبغ يتم طرحه في السوق على تحذيرات بيانية.  هناك أيضًا تشريع أدخل التغليف البسيط للتبغ وجعل أيرلندا الدولة السادسة التي تفعل ذلك. 

### حظر التدخين
تم حظر التدخين في أماكن العمل في أيرلندا في 29 مارس 2004. منذ ذلك التاريخ فصاعدًا، وبموجب قوانين الصحة العامة (التبغ) ، أصبح التدخين غير قانوني في جميع أماكن العمل المغلقة. يتم تطبيق الحظر بصرامة ويشمل الحانات والمطاعم والنوادي والمكاتب والمباني العامة وسيارات الشركة والشاحنات وسيارات الأجرة والشاحنات الصغيرة. يعتبر المسكن الخاص مكان عمل عندما يعمل فيه التجار، مثل السباكين أو الكهربائيين. 3000 يورو هي الغرامة القصوى على الفور، في حين يمكن أيضًا إصدار حكم بالسجن في وقت لاحق على المخالفين. يستثني القانون المساكن والسجون ودور رعاية المسنين وأجنحة الطب النفسي وغرف الفنادق وأماكن الإقامة الخيرية وغرف النوم الجامعية. بعض المباني مثل بعض المستشفيات تمنع التدخين في أي مكان بالمنطقة.
قبل قانون عام 2004، كان التدخين محظورًا بالفعل في المباني العامة والمستشفيات والمدارس ومطابخ المطاعم ودور السينما والصيدليات العامة وأماكن تصفيف الشعر العامة وقاعات البنوك العامة، وفي طائرات النقل العام والحافلات وبعض القطارات (توفر القطارات بين المدن عربات المدخنين ). 
يجب أن يعرض المبنى لافتة لإبلاغ المستفيدين بالحظر (باللغة الأيرلندية أو الإنجليزية)، وشخص الاتصال لأي شكاوى. يمكن فرض غرامة قدرها 3000 يورو على مكان العمل لكل شخص يدخن (وهذا يعني 15000 يورو لخمسة أشخاص مخالفين). لا يسمح بغرف التدخين. لا يمكن لأي مأوى أن يغطي أكثر من 50 بالمائة من الجدران. يوجد أيضًا خط امتثال أنشأه مكتب مكافحة التبغ، حيث يمكن للأشخاص الاتصال به للإبلاغ عن الأشخاص الذين يدخنون في مكان العمل أو في منافذ البيع بالتجزئة التي تبيع التبغ لمن تقل أعمارهم عن 18 عامًا. [بحاجة لمصدر]
في 18 يوليو 2008، اقترحت أفريل دويل عضو البرلمان الأيرلندي فاين جايل في لجنة في البرلمان الأوروبي، أنها ترغب في رؤية حظر على مستوى الاتحاد الأوروبي على السجائر والسيجار بحلول عام 2025 

### لوائح تعبئة السجائر والإعلان عنها
في 1 يوليو 2009، حظرت أيرلندا الإعلان عن التبغ في المتاجر وعرض منتجات التبغ في منافذ البيع بالتجزئة، كما تم إدخال ضوابط جديدة على آلات بيع التبغ (مما يحد من تشغيلها بشكل رمزي في الحانات والنوادي المسجلة فقط). وفي الوقت نفسه، تم فرض حظر على بيع عبوات تحتوي على 10 سجائر. وقد تم بالفعل حظر إعلانات التبغ من الراديو والتلفزيون واللوحات الإعلانية مسبقًا. تعني التغييرات الآن أنه يجب الآن تخزين منتجات التبغ بعيدًا عن الأنظار في حاويات مغلقة خلف المنضدة (يمكن الوصول إليها من قبل موظفي البيع بالتجزئة فقط) ويمكن أن يُعرض على العملاء بطاقة توضح جميع العلامات التجارية المتاحة في قائمة مصورة إذا كانوا يرغبون في شراء السجائر. ويجب أيضًا وضع لافتات لإعلام العملاء ببيع التبغ في المبنى. وكانت أيرلندا الدولة الأولى في الاتحاد الأوروبي والثالثة في العالم (بعد كندا وأيسلندا) التي تطبق مثل هذه التدابير، والتي يعاقب عليها بغرامة قدرها 3000 يورو و/أو السجن لمدة ستة أشهر. ومع ذلك، فإن محلات التبغ المتخصصة (التي يوجد منها أقل من ستة) معفاة من القواعد الجديدة؛ يجب على جميع تجار التجزئة الذين يبيعون التبغ التسجيل لدى السلطة التنفيذية للخدمات الصحية وسيتم تنفيذ القوانين الجديدة من قبل مسؤولي الصحة البيئية.[بحاجة لمصدر]
اعتبارًا من 1 فبراير 2013، يجب أن يحتوي أي منتج للتبغ يتم طرحه في السوق على تحذيرات بيانية.  تمت الموافقة على اقتراح وزير الصحة ، الدكتور جيمس رايلي بإدخال عبوات التبغ البسيطة من قبل مجلس الوزراء وتم تطبيقه منذ أوائل عام 2014.  اعتبارًا من سبتمبر 2017، يجب على جميع السجائر إزالة جميع الشعارات وأن تتميز بتغليف بسيط. 

## الدعوى القضائية
في القرار الذي أصدرته المحكمة العليا في أيرلندا ضد شركة ديلاهونتي ضد بلاير آند ويليس (أيرلندا) المحدودة، قضت بأن للمواطن الأيرلندي الحق في المطالبة بتعويضات ضد شركات التبغ.

## الرأي العام
الجمهور، وفقًا لاستطلاع فلاش يوروبارومتر الذي أجرته منظمة غالوب في عام 2008 لصالح المفوضية الأوروبية ، يؤيد فرض حظر كامل على التدخين في المطاعم والحانات والحانات والنوادي والمكاتب وأماكن العمل الداخلية الأخرى. 
|                                                     | </img> إيطاليا | </img> أيرلندا | </img> الاتحاد الأوروبي 27 | </img> النمسا | </img> الجمهورية التشيكية |
| --------------------------------------------------- | -------------- | -------------- | -------------------------- | ------------- | ------------------------- |
| الحظر الكلّي في المطاعم                              | 88.4%          | 77.9%          | 62.5%                      | 37.6%         | 58.4%                     |
| الحظر الكلّي في الحانات والحانات والنوادي            | 86.5%          | 70.1%          | 46.7%                      | 24.2%         | 27.1%                     |
| الحظر الكلّي في المكاتب وأماكن العمل الداخلية الأخرى | 88.3%          | 79.1%          | 72.5%                      | 66%           | 40.8%                     |

وفقا للاستطلاع أعلاه، هناك أغلبية من الناس تؤيد الحظر على التدخين الذي تم تطبيقه في عام 2004.

## منع التدخين في المركبات الخاصة
منذ عام 2009، ظل الناشطون والعلماء الأيرلنديون المناهضون للتدخين يحثون الحكومة على فرض مثل هذا الحظر.   في يوليو/تموز 2011، قال وزير الصحة إنه يدرس فرض حظر على تواجد الأطفال في السيارة.  في 1 يناير 2016، تجرم اللوائح قيام الشخص بالتدخين في مركبة خاصة عندما يكون هناك أكثر من شخص حاضر ويوجد شخص أقل من 18 عامًا حاضرًا. وتقع الجريمة على الشخص الذي يدخن بغض النظر عن عمره.[بحاجة لمصدر]
قدم السيناتور وطبيب الأورام جون كراون مشروع قانون أمام البرلمان في عام 2012 لحظر التدخين في السيارة مع الأطفال.   تم إقرار مشروع القانون هذا ليصبح قانونًا في ديسمبر 2014 مع توقع أن يبدأ تنفيذه من قبل Gardaí في عام 2015. 